# Dioscorea subtomentosa
Dioscorea subtomentosa är en enhjärtbladig växtart som beskrevs av Faustino Miranda. Dioscorea subtomentosa ingår i släktet Dioscorea och familjen Dioscoreaceae. Inga underarter finns listade i Catalogue of Life.